# 小堀勇氣
小堀 勇氣（こぼり ゆうき、1993年11月25日 - ）は、石川県能美市出身の日本の競泳選手。専門は自由形。2016年リオデジャネイロオリンピック競泳800ｍフリーリレー銅メダリスト。

## 経歴
能美市立辰口中学校時代、地元の能美スイミングクラブに所属し多くの中学記録を打ち立てた。2008年の世界ジュニア選手権では800mリレーで銅メダルを獲得し、2009年のジュニアパンパシフィック選手権では200mバタフライで金メダルを獲得するなどジュニア時代から多くの実績を残した。金沢高校に進学後も実力を伸ばし、2010年に800mリレーの補充要員として初のシニア代表入りを果たした。なお、高校の同期生としてプロ野球・楽天の釜田佳直がいる。
高校卒業後、日本大学に進学する。大学1年次の2012年にロンドンオリンピック日本代表に選出され、800mフリーリレーに出場したが予選敗退となった。2013年、200mバタフライで日本選手権初優勝を果たし個人種目で世界水泳への出場権を手にした。2014年からは自由形に専念し、同年のアジア大会では800mフリーリレーでは金メダルを獲得した。
2016年、大学卒業と同時にミズノに入社した。2度目のオリンピックとなった2016年リオデジャネイロオリンピックでは800mフリーリレーに萩野公介・江原騎士と共に出場し第3泳者を務め、1964年東京オリンピック以来52年ぶりとなる銅メダルの獲得に大きく貢献した。

## 主な成績
- 2008年世界ジュニア選手権 100mバタフライ 8位
- 2008年世界ジュニア選手権 800mフリーリレー 銅メダル
- 2009年ジュニアパンパシ 100m自由形 4位
- 2009年ジュニアパンパシ 100mバタフライ 5位
- 2009年ジュニアパンパシ 200mバタフライ 金メダル
- 2009年日本選手権 100mバタフライ 8位
- 2010年日本選手権 200m自由形 5位
- 2010年パンパシフィック選手権 200m自由形 ７位
- 2010年アジア大会 200m自由形 5位
- 2010年アジア大会 800mフリーリレー 銀メダル
- 2011年国際大会代表選考会 200m自由形 1位
- 2011年世界選手権 800mフリーリレー 7位
- 2012年日本選手権 200m自由形 2位
- 2013年日本選手権 200mバタフライ 優勝
- 2013年日本選手権 100mバタフライ 2位
- 2013年日本選手権 200m自由形 3位
- 2013年世界選手権 800mフリーリレー 5位
- 2014年日本選手権 200m自由形 3位
- 2014年パンパシフィック選手権 800mフリーリレー 2位
- 2014年日本学生選手権 200m自由形 2位／400m自由形 優勝
- 2014年アジア大会 800mフリーリレー 優勝
- 2015年日本選手権 200m自由形 3位／400m自由形 5位
- 2015年ジャパンオープン 200m自由形 優勝／100m自由形 5位
- 2015年世界選手権 800mフリーリレー 6位
- 2016年2016年リオデジャネイロオリンピック 800mフリーリレー銅メダル[3]